# Johann Chrysanth Bollenrath

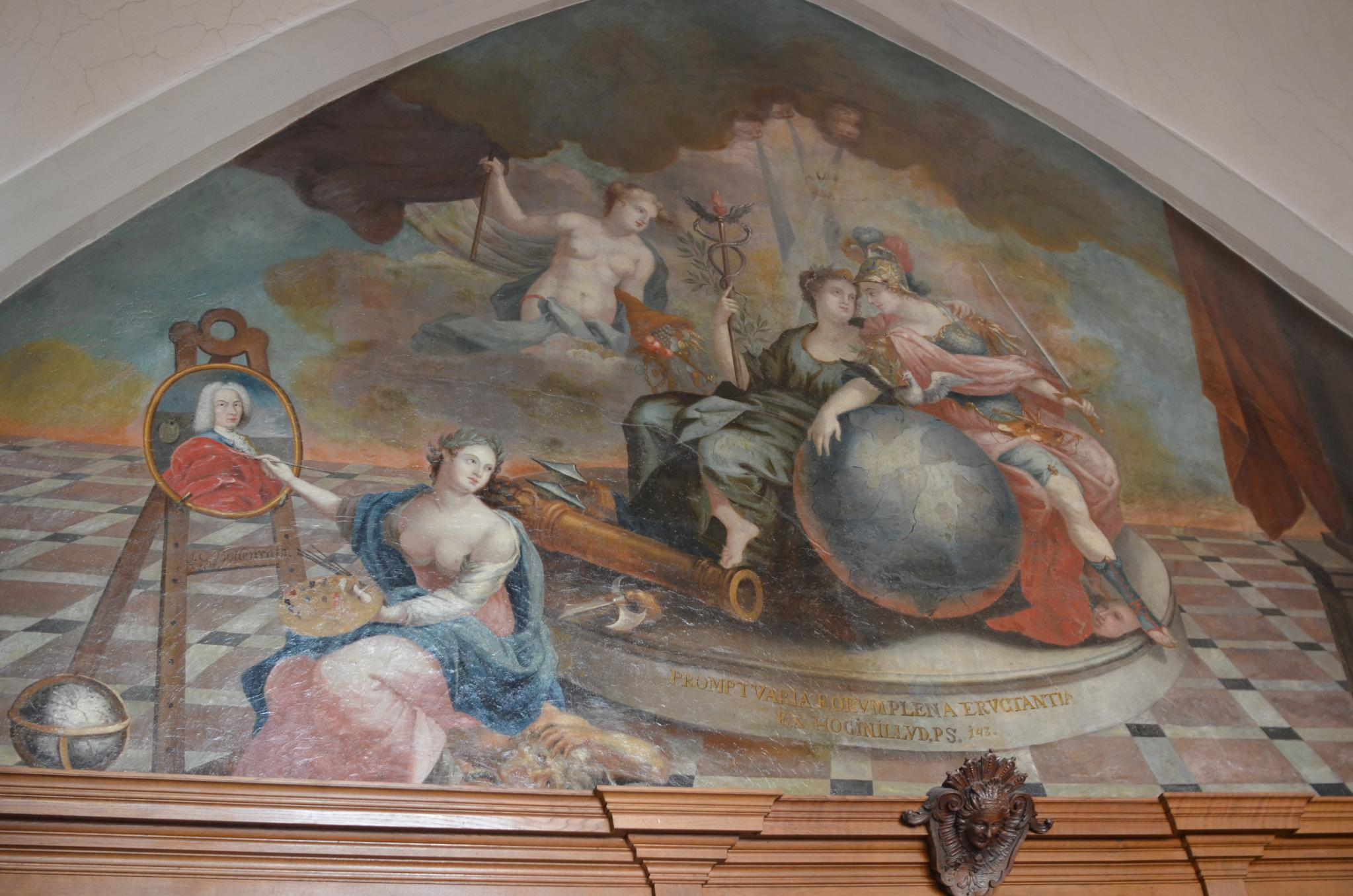
Wandgemälde Frieden und Gerechtigkeit im Aachener Rathaus; auf der Staffelei das Selbstbildnis von Bollenrath

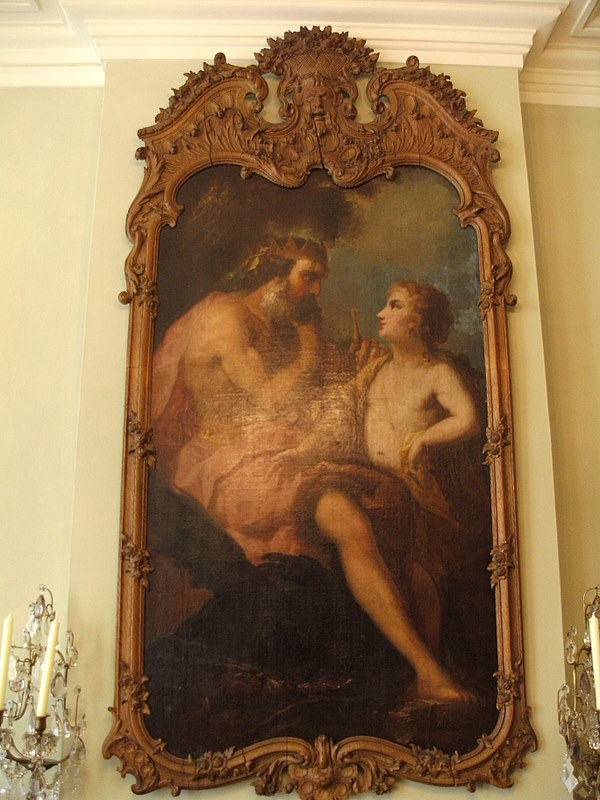
Zeus und Ganymed im Couven-Museum

Johann Chrysanth Bollenrath (* 26. Juni 1697 in Münstereifel; † 8. September 1776 in Aachen) war ein deutscher Maler des Barocks.

## Leben
Bollenrath war das sechste von zehn Kindern des Ehepaares Johann Bollerath und Maria Katharina Kohlhaas aus Münstereifel. Er kam in jungen Jahren nach Aachen, wo er 1718/1719 bei der Ausmalung von St. Peter mitwirkte und zeitweise als Weinhändler und Gastwirt seinen Lebensunterhalt verdiente. Später arbeitete Bollenrath zumeist für Johann Joseph Couven während dessen Umgestaltungsarbeiten für das Aachener Rathaus und schuf dazu mehrere Decken- und Wandgemälde. Erhalten sind im Werkmeistergericht die Wandbilder das Phantasiebildnis Karls des Großen als Patron des Werkmeistergerichtes aus dem Jahr 1730, Susanna und die beiden Alten, Sieg der Tugend über das Laster und Frieden und Gerechtigkeit. In letzterem Bild befindet sich auf der Staffelei gemalt von einer vollbusigen Muse der Kunst Bollenraths Selbstporträt.
Für den nicht mehr existenten Pavillon links vom Tor des ehemaligen Hauses Fey fertigte Bollenrath um 1740 die Wandbilder der Alexanderschlachten an, die ebenfalls nicht mehr erhalten sind. Dagegen ist im Couven-Museum zu Aachen im Raum der Adler-Apotheke das Deckengemälde Äskulap, den Gott der Heilkunde, sowie das Wandbild Zeus und Ganymed über dem Kamin im Grünen Saal erhalten geblieben.

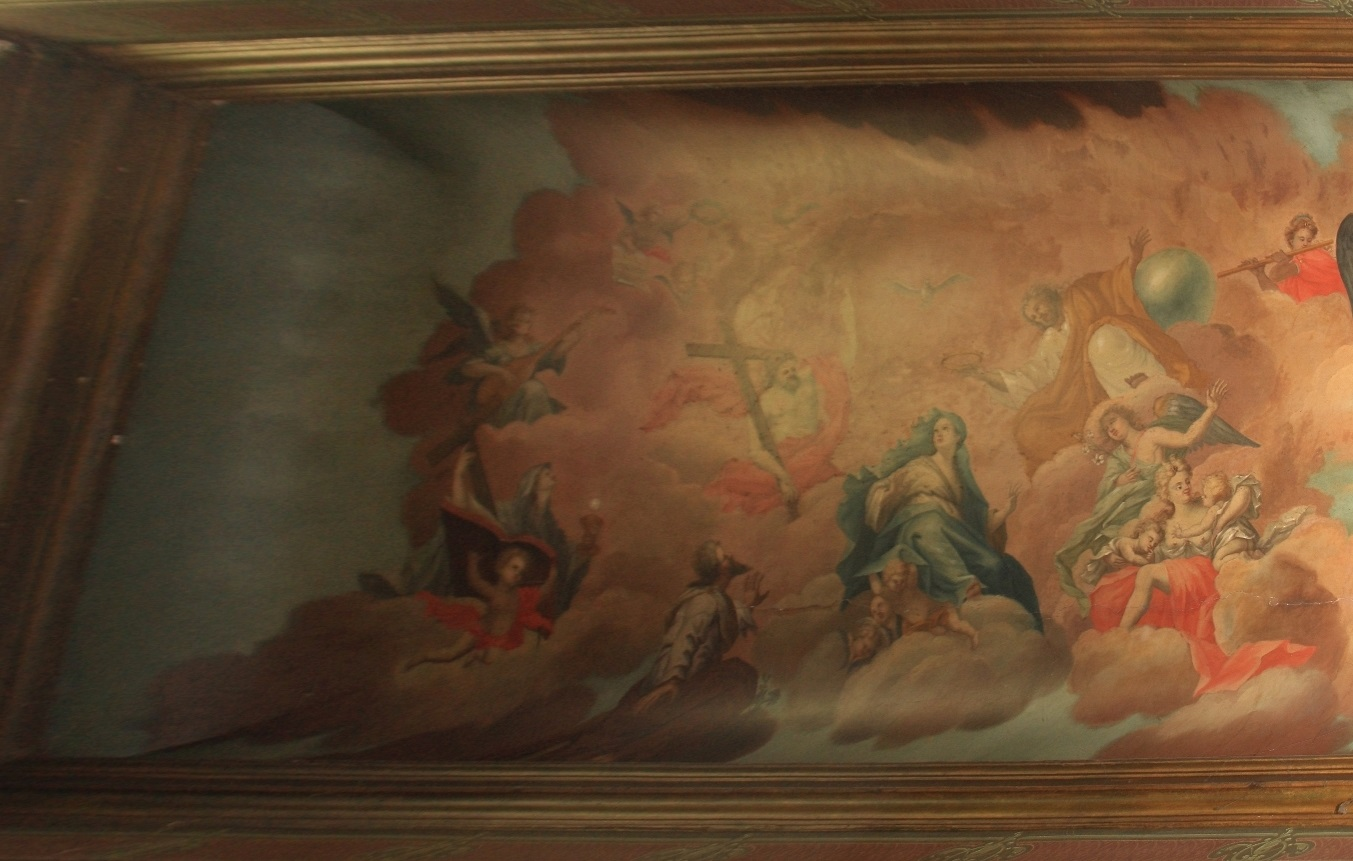
Deckengemälde in der Schlosskapelle Nörvenich von 1729

Darüber hinaus fertigte er ein Deckengemälde für die Schlosskapelle Nörvenich, die nach Angaben der Verwaltung von Schloss Nörvenich der Verehrung der Hl. Maria gewidmet ist.  Hinzu kommen drei Gemälde für die Bartholomäuskirche in Berlin. Diese befinden sich im dortigen Altarraum und zeigen den gekreuzigten Jesus sowie die Jünger Stephanus und Bartholomäus (Nathanael). Sie wurden zwischen 1737 und 1742 für die Mariengemeinde angefertigt, ebenso wie ein weiteres Ölgemälde, das die Kreuzabnahme darstellt.
Bollenrath zeichnete seine Werke mit J.C. Bollenrath und dem Hinweis Pinxit (hat gemalt) sowie der Jahreszahl der Erschaffung.
Bollenrath war mit Maria Cäcilia Dauzenberg verheiratet.